# Fort aan de Drecht
Het Fort aan de Drecht ligt in de Uithoornsche polder in de gemeente Uithoorn. Het fort maakt deel uit van de Stelling van Amsterdam.

## Bouw en functie
Het fort model B kwam gereed in 1911 en maakt onderdeel uit van de Vuurlinie tussen Fort bij Kudelstaart en Fort bij Uithoorn. Fort aan de Drecht ligt voor de liniedijk om bestaande bebouwing buiten de vuurlijn van de forten te houden en om inundatiewerken, zoals de damsluis in de Drecht, te verdedigen. De houten genieloods gebouwd in 1888 of 1889 is nog aanwezig. De fortwachterswoning is gesloopt en op de plaats staat een modernere woning.
In september 1884 werd de opdracht gegeven om het veen ter plaatse af te graven en de kuil royaal op te vullen met zand. De top van het zand kwam boven het maaiveld te liggen en het gewicht deed het zand inklinken om zo een stevige basis te krijgen voor de gebouwen. Alvorens deze te bouwen werd het zand afgegraven tot een verdedigbaar aardwerk met opstelplaatsen voor kanonnen. De kanonnen werden gestald in de genieloods. In 1911 werd het fort als een van de laatste van de Stelling afgebouwd met de bomvrije gebouwen. Er werden zo'n 1500 heipalen van 14 meter lang in de grond geslagen. De voorsluitmuur, aan de frontzijde met een aarden dekking, is gemaakt van 1,5 meter dik beton en de binnenmuren en de muur aan de keelzijde zijn 1 meter dik. Het dak is tussen de 1,25-2,00 meter dik en versterkt met ijzeren spoorstaven.

## Bijzonderheden
Het Fort aan de Drecht kreeg slechts een kazemat, in plaats van de standaard twee. De hefkoepelgebouwen met kanon bleven achterwege en het frontgebouw werd kleiner uitgevoerd. In de keelkazemat stonden vier kanonnen met een kaliber van 7 centimeter opgesteld. Twee hiervan vuurden in de richting van De Kwakel en twee naar Amstelhoek. Nagenoeg in het midden van de kazemat is een trapgat dat naar een uitkijkpost leidt. Deze post is afgedekt met een pantserkoepel met vier kijksleuven en voor de communicatie met de artilleristen waren er spreekbuizen.
Uniek is de pantserstand die voor het hoofdgebouw ligt. Deze schuilplaats biedt ruimte aan twee mitrailleurs en wordt afgedekt door een staalplaat van 20 centimeter dik en met een gewicht van 23 ton. De staalplaat zit tussen twee betonnen gebouwen en had als taak de damsluis in de Amsteldijk te verdedigen.
Na de Tweede Wereldoorlog werd het een opslagplaats voor antitankmijnen. In 1978 nam de gemeente Uithoorn het fort over. Na een leegstand van vele jaren werd het in 2000 gerenoveerd en het fort is nu een bedrijfsverzamelgebouw. Er kan ook getrouwd worden. In de keelkazemat is een kleine expositie over de bouw en functie van het fort te zien. In vitrines zijn ook zaken te zien die tijdens de restauratie zijn ontdekt.

## Fotogalerij

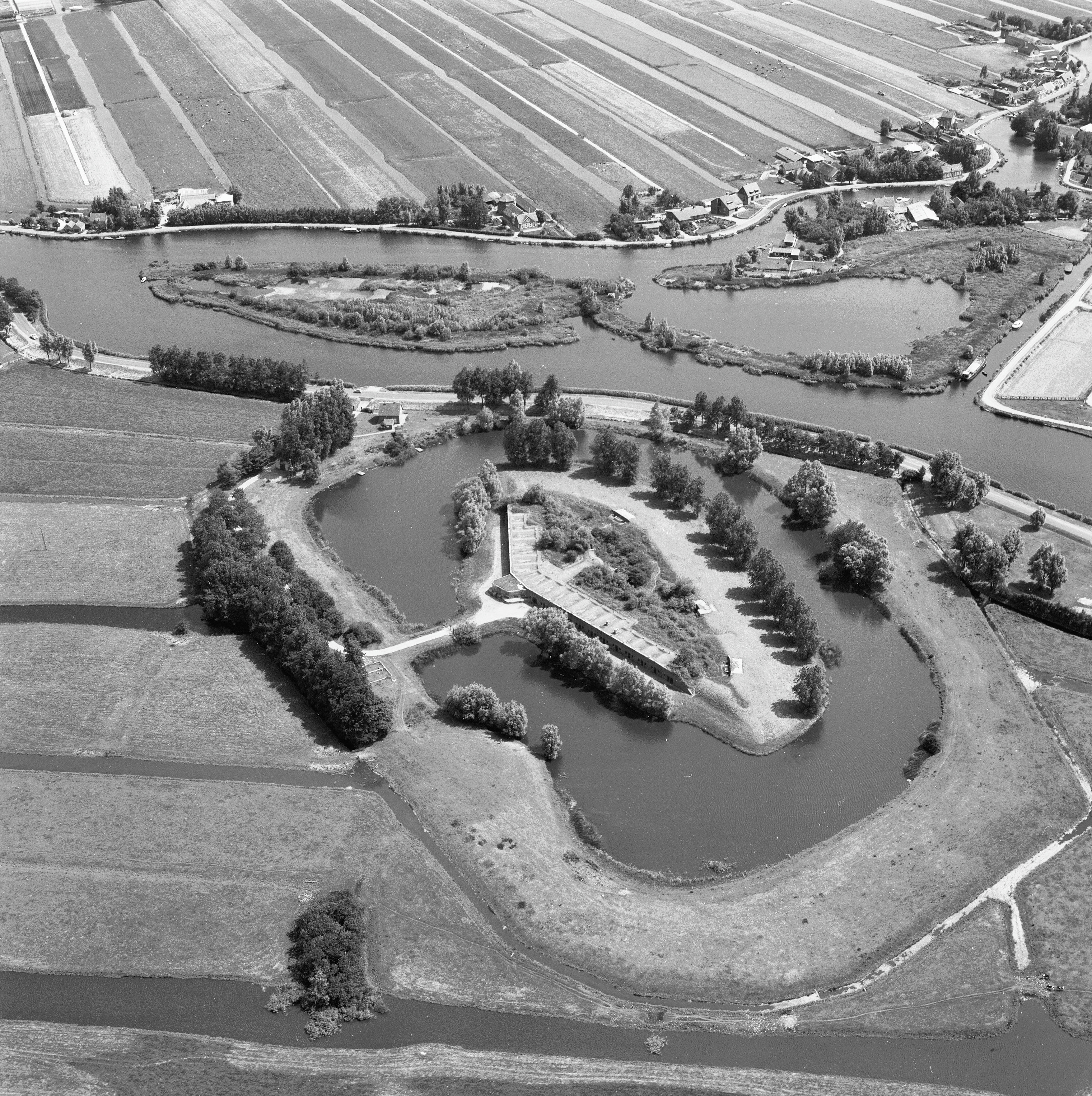
Luchtfoto fort in 1977
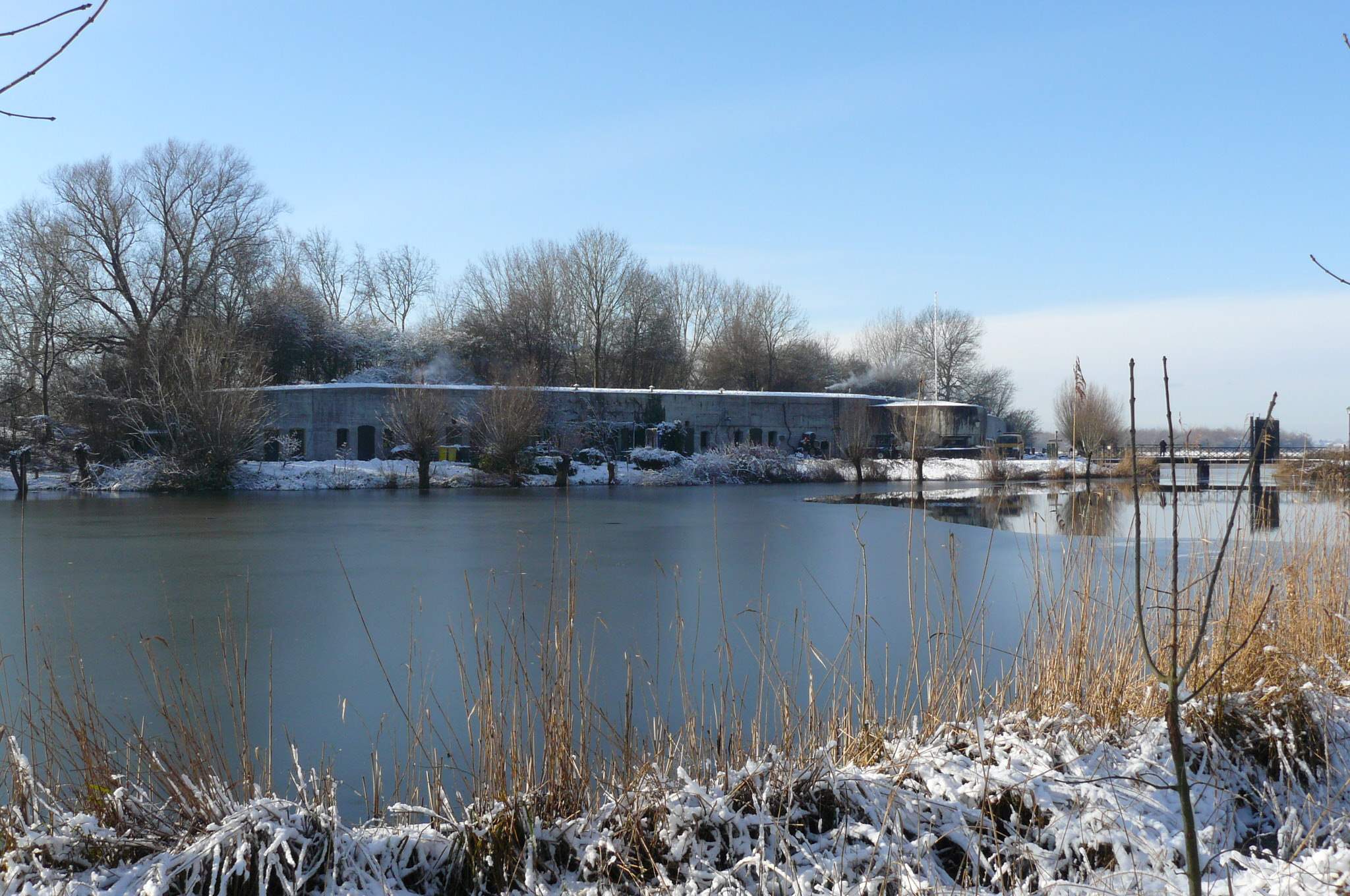
Het fort gezien vanaf de genieloods
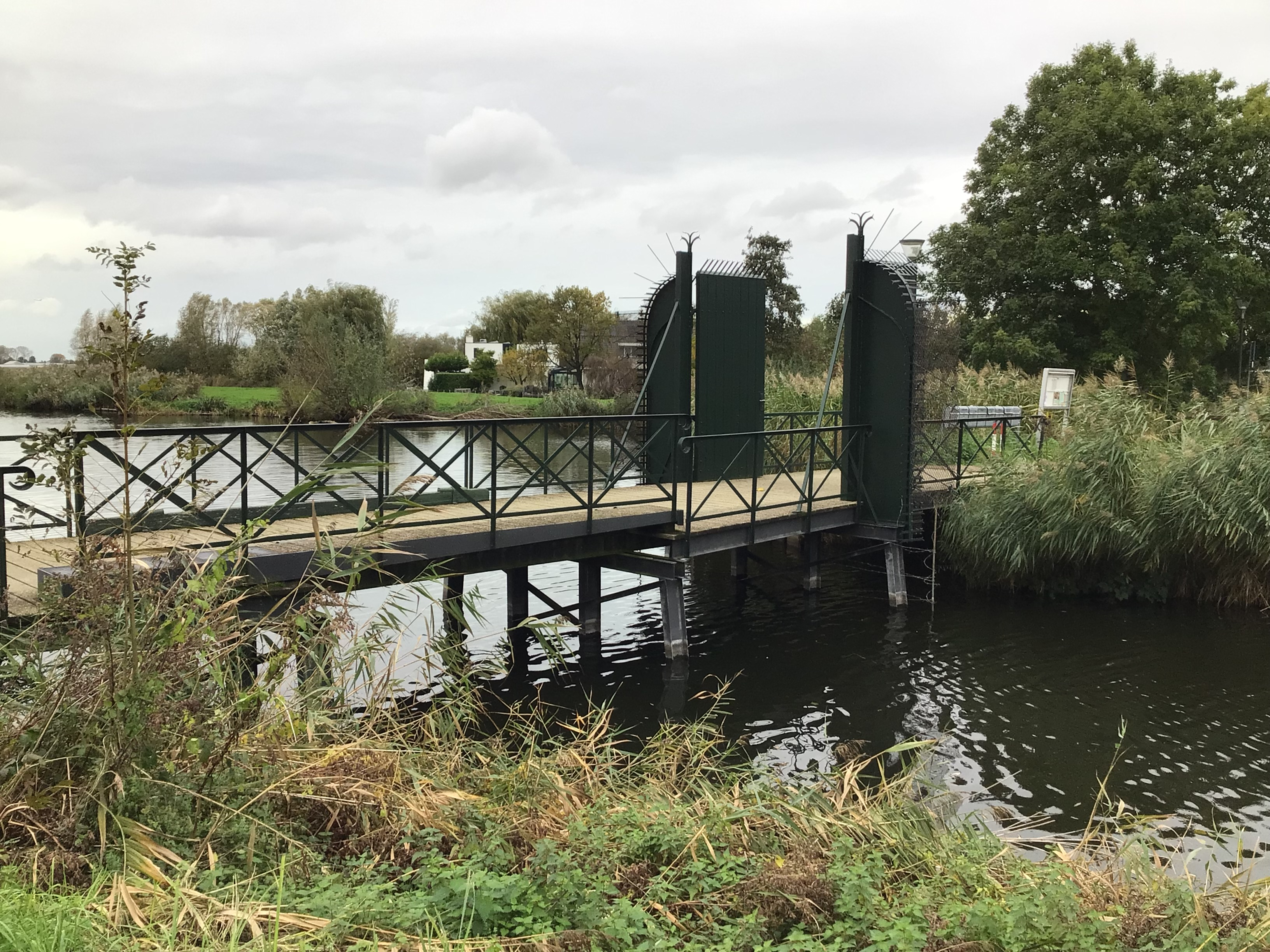
Brug van het fort
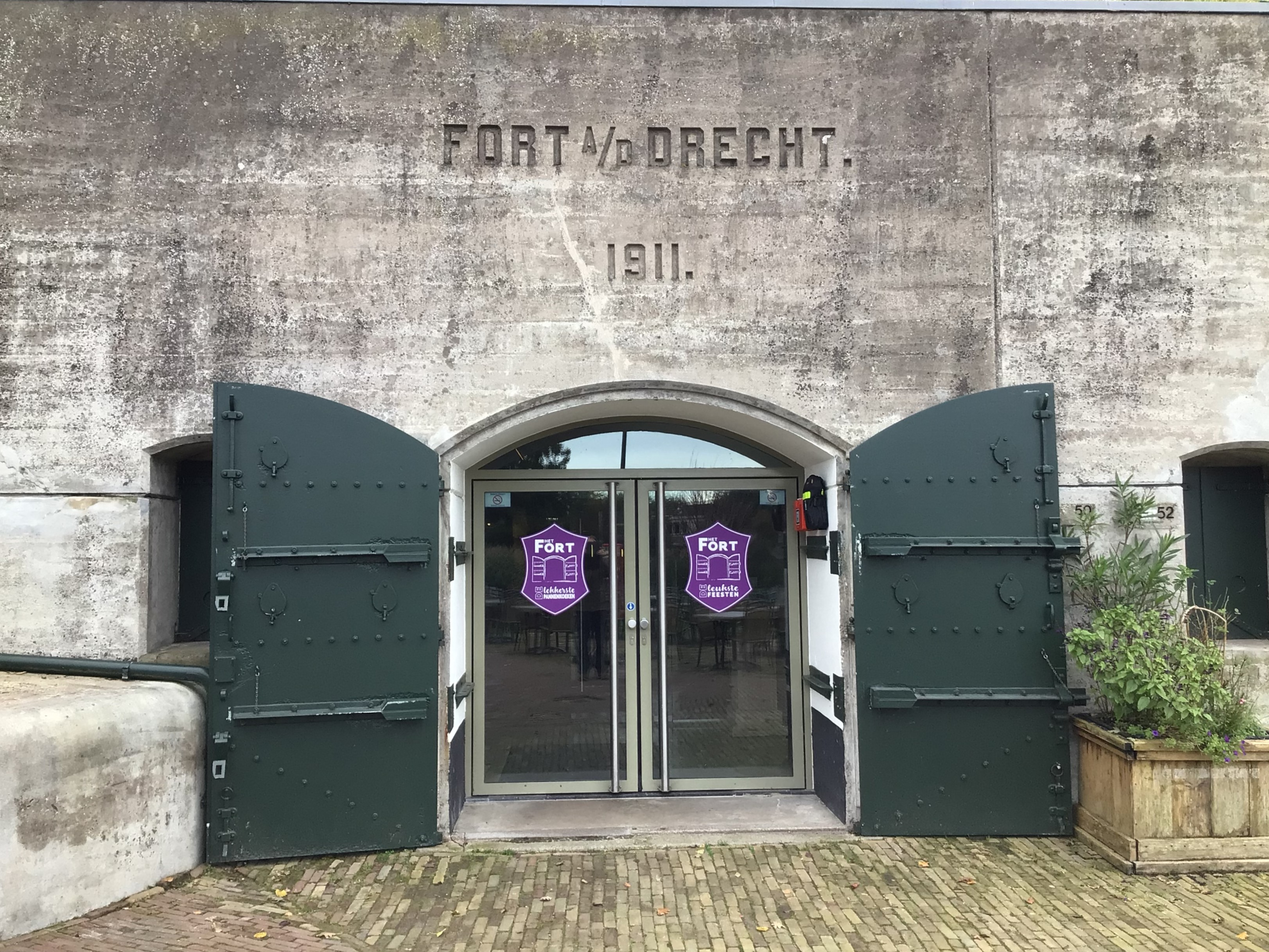
De poternedeur met naam en bouwjaar van het fort
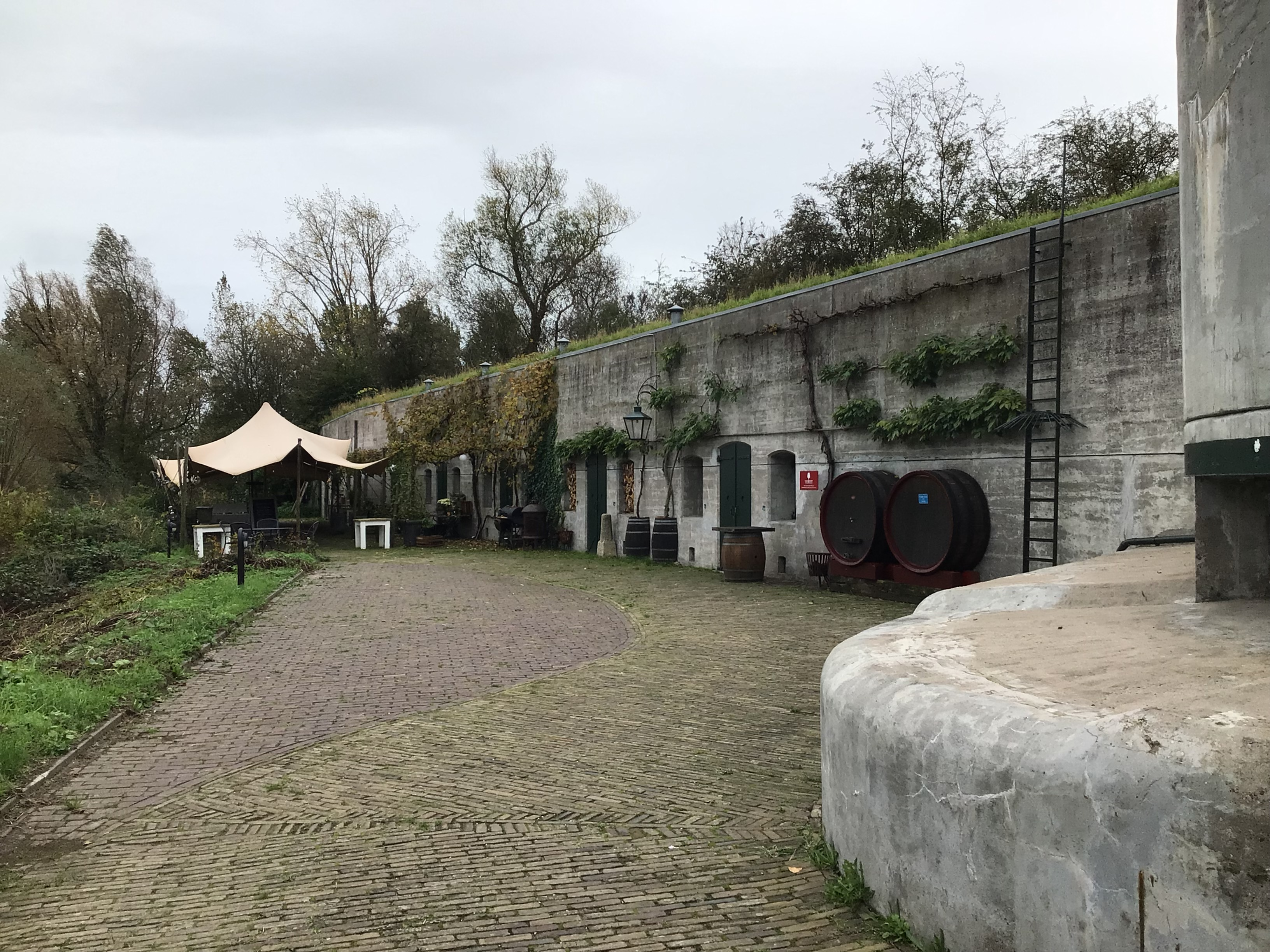
Keelzijde fort links van de keelkazemat
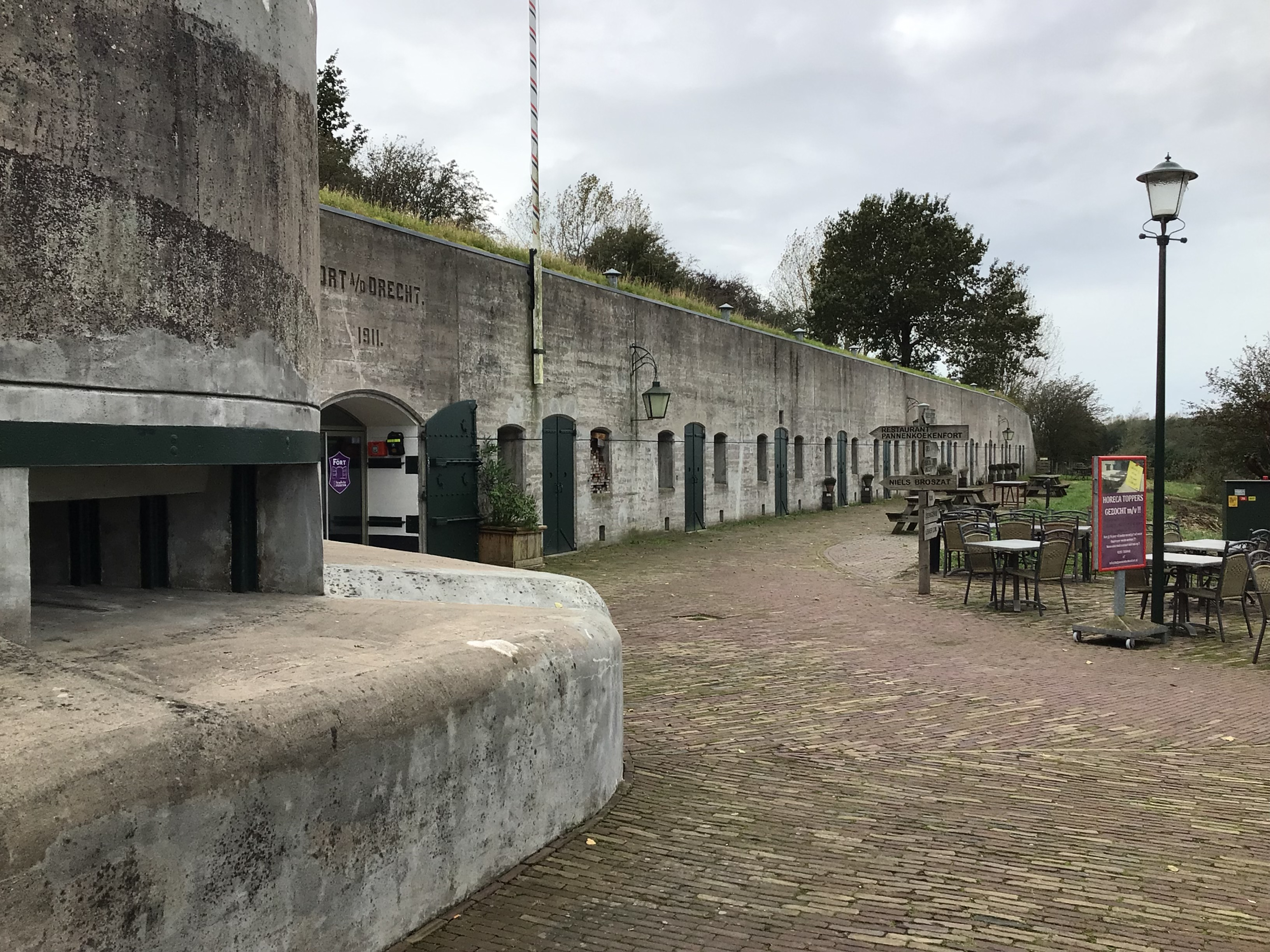
Keelzijde fort rechts van de keelkazemat
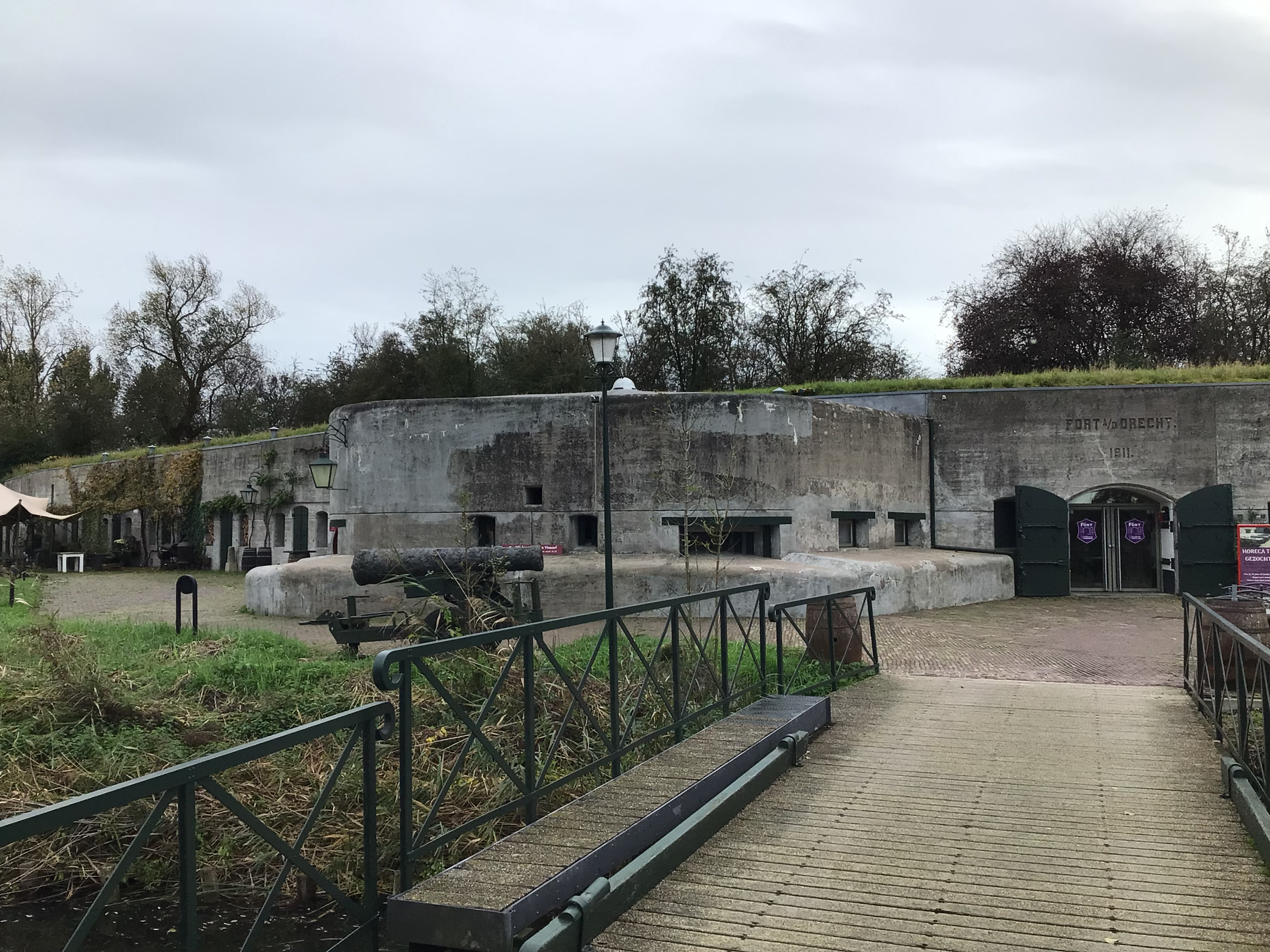
De keelkazemat
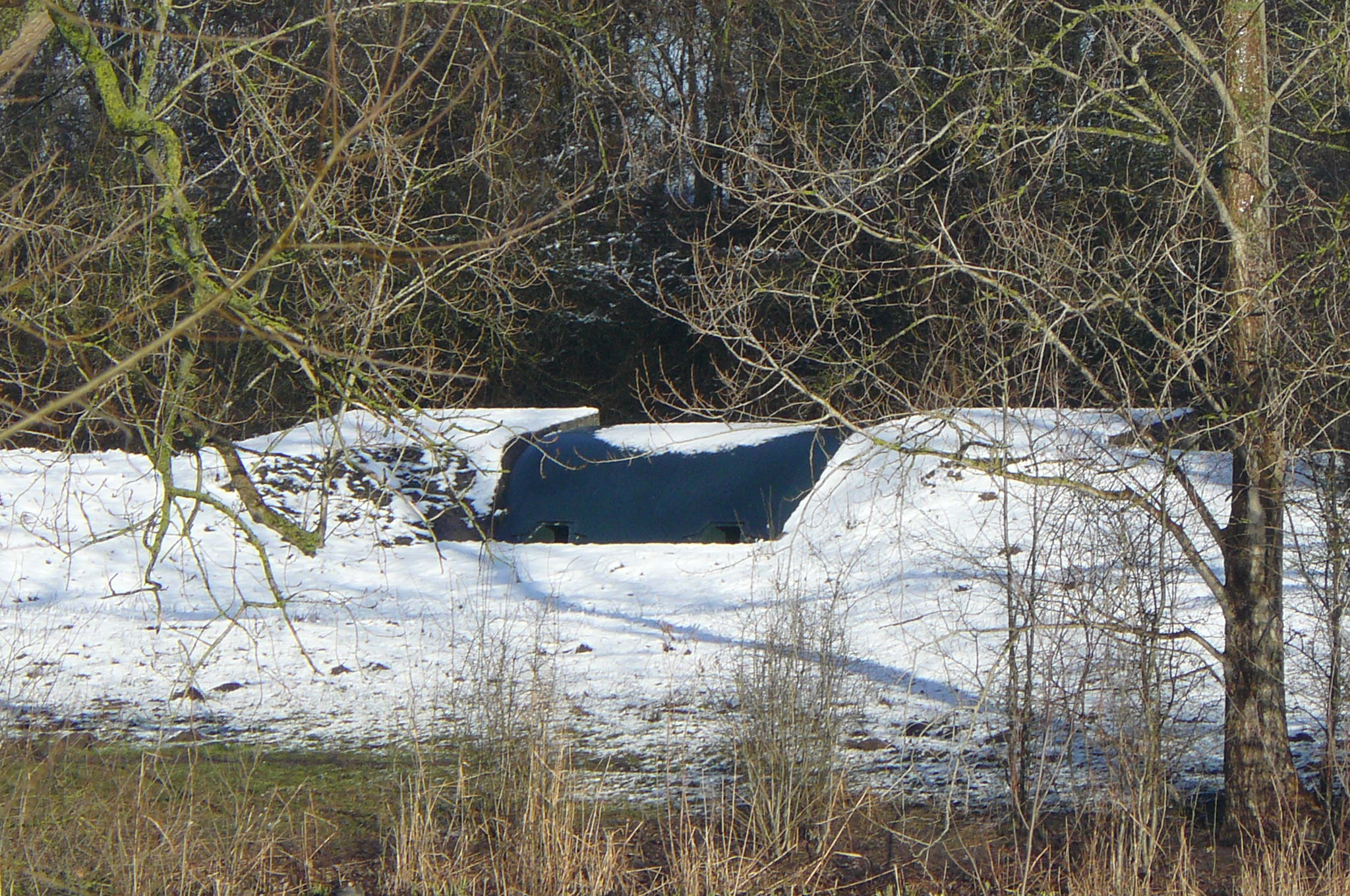
De pantserstand voor het hoofdgebouw
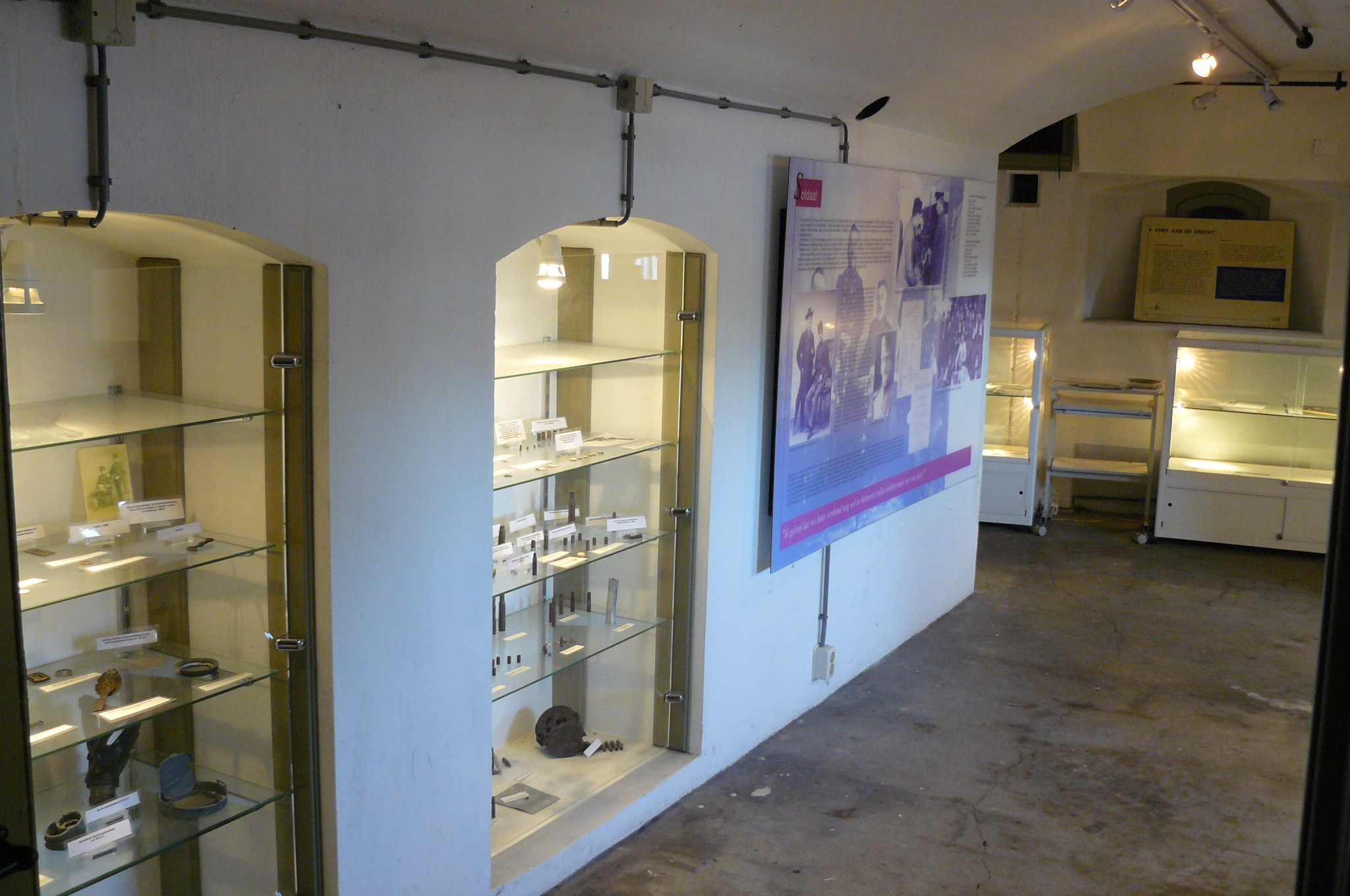
Expositieruimte in keelkazemat
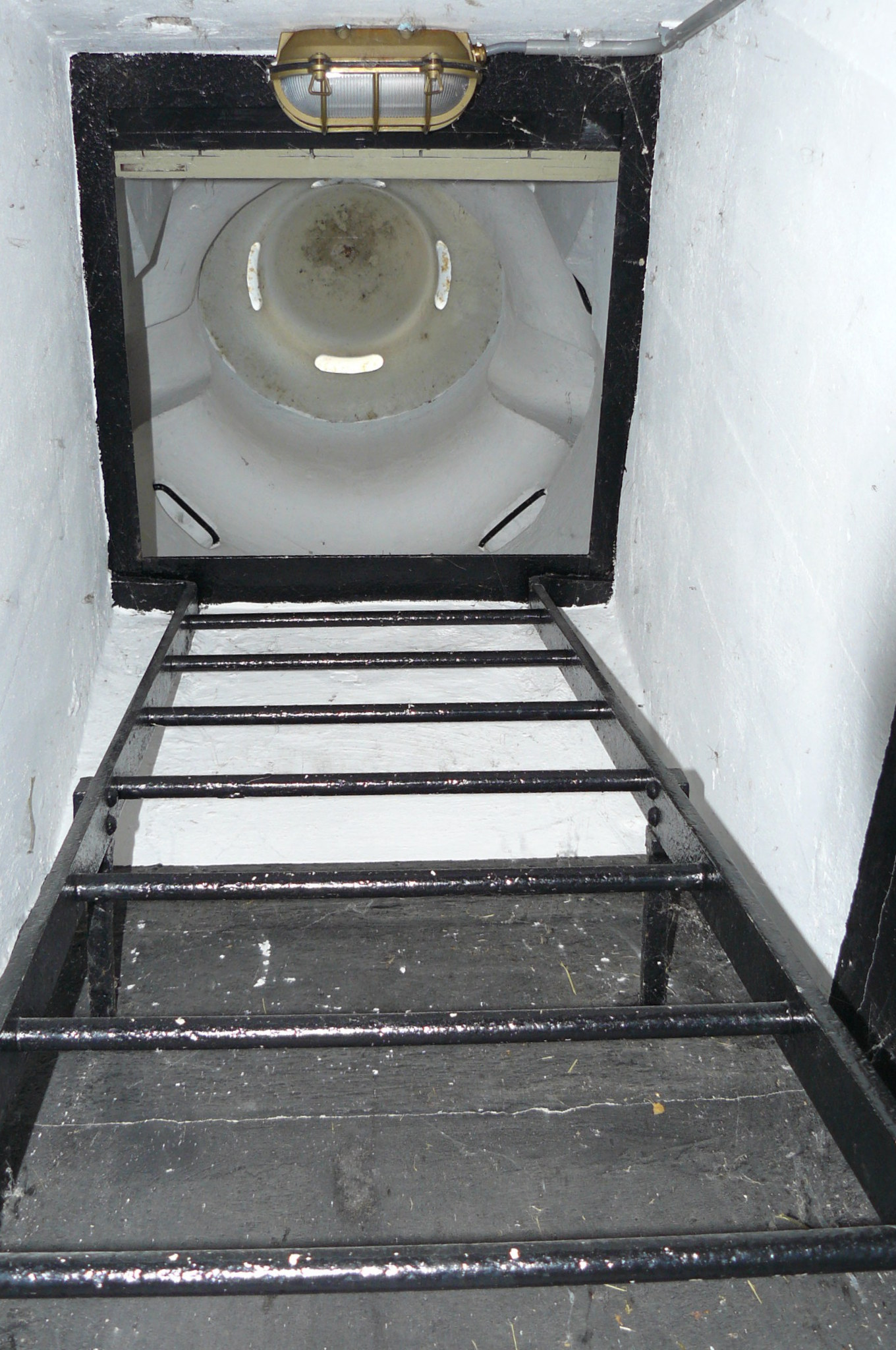
Trapgat naar uitzichtpunt in de keelkazemat